# Вилюйка (приток Селенги)
Вилюйка — река в России, протекает по Кабанскому району Бурятии. Устье реки находится в 65 км по левому берегу реки Селенга. Длина реки составляет 34 км. Речка называется так за своё причудливо извилистое русло.

## Данные водного реестра
Имеет два притока — реки Поперечная и Глубокий Лог. Речной бассейн реки — Селенга до впадения в Байкал.